# Axel Maußen
Padre Axel Maußen, FSSP (nascido em 1 de março de 1968) é um padre católico romano alemão e foi o superior distrital do distrito de língua alemã da Fraternidade Sacerdotal de São Pedro, que abrange os territórios da Alemanha, Áustria, Liechtenstein e Suíça até 2012.
Maußen nasceu em Bonn, Alemanha. Ele estudou teologia na Universidade de Bonn e no Seminário Internacional São Pedro em Wigratzbad, Alemanha. Exerceu vários deveres pastorais no distrito de língua alemã da Fraternidade, em particular em Viena. Em 2003, o Pe. Maußen foi nomeado Superior do distrito; ele atualmente reside na nova casa do distrito localizada em Wigratzbad, Alemanha.